# Пішаковий ланцюг
Пішаковий ланцюг — пішаки одного кольору, розташовані по діагоналі.

Наприклад, білі пішаки с2 — d3 — e4; пішак с2 називається основою ланцюга, інші — її ланками. Пішаковий ланцюг може бути рухливим - одну з пішаків (ланок) можна просунути, або заблокованим, коли пішаки суперника розташовані впритул до пішакового ланцюга (наприклад, білі пішаки - d3, e4, f5; чорні - d4, e5, f6). Атака пішакового ланцюга ведеться переважно проти його основи (див. Підрив пішакового ланцюга), оскільки вона, на відміну від ланок, не захищена пішаком.
|   | a | b | c | d | e | f | g | h |   |
| 8 | e8 чорний слон · g7 чорний король · a6 чорний кінь · f6 чорний пішак · e5 чорний пішак · f5 білий пішак · d4 чорний пішак · e4 білий пішак · c3 чорний пішак · d3 білий пішак · c2 білий пішак · f1 білий король · h1 біла тура | e8 чорний слон · g7 чорний король · a6 чорний кінь · f6 чорний пішак · e5 чорний пішак · f5 білий пішак · d4 чорний пішак · e4 білий пішак · c3 чорний пішак · d3 білий пішак · c2 білий пішак · f1 білий король · h1 біла тура | e8 чорний слон · g7 чорний король · a6 чорний кінь · f6 чорний пішак · e5 чорний пішак · f5 білий пішак · d4 чорний пішак · e4 білий пішак · c3 чорний пішак · d3 білий пішак · c2 білий пішак · f1 білий король · h1 біла тура | e8 чорний слон · g7 чорний король · a6 чорний кінь · f6 чорний пішак · e5 чорний пішак · f5 білий пішак · d4 чорний пішак · e4 білий пішак · c3 чорний пішак · d3 білий пішак · c2 білий пішак · f1 білий король · h1 біла тура | e8 чорний слон · g7 чорний король · a6 чорний кінь · f6 чорний пішак · e5 чорний пішак · f5 білий пішак · d4 чорний пішак · e4 білий пішак · c3 чорний пішак · d3 білий пішак · c2 білий пішак · f1 білий король · h1 біла тура | e8 чорний слон · g7 чорний король · a6 чорний кінь · f6 чорний пішак · e5 чорний пішак · f5 білий пішак · d4 чорний пішак · e4 білий пішак · c3 чорний пішак · d3 білий пішак · c2 білий пішак · f1 білий король · h1 біла тура | e8 чорний слон · g7 чорний король · a6 чорний кінь · f6 чорний пішак · e5 чорний пішак · f5 білий пішак · d4 чорний пішак · e4 білий пішак · c3 чорний пішак · d3 білий пішак · c2 білий пішак · f1 білий король · h1 біла тура | e8 чорний слон · g7 чорний король · a6 чорний кінь · f6 чорний пішак · e5 чорний пішак · f5 білий пішак · d4 чорний пішак · e4 білий пішак · c3 чорний пішак · d3 білий пішак · c2 білий пішак · f1 білий король · h1 біла тура | 8 |
| 7 | e8 чорний слон · g7 чорний король · a6 чорний кінь · f6 чорний пішак · e5 чорний пішак · f5 білий пішак · d4 чорний пішак · e4 білий пішак · c3 чорний пішак · d3 білий пішак · c2 білий пішак · f1 білий король · h1 біла тура | e8 чорний слон · g7 чорний король · a6 чорний кінь · f6 чорний пішак · e5 чорний пішак · f5 білий пішак · d4 чорний пішак · e4 білий пішак · c3 чорний пішак · d3 білий пішак · c2 білий пішак · f1 білий король · h1 біла тура | e8 чорний слон · g7 чорний король · a6 чорний кінь · f6 чорний пішак · e5 чорний пішак · f5 білий пішак · d4 чорний пішак · e4 білий пішак · c3 чорний пішак · d3 білий пішак · c2 білий пішак · f1 білий король · h1 біла тура | e8 чорний слон · g7 чорний король · a6 чорний кінь · f6 чорний пішак · e5 чорний пішак · f5 білий пішак · d4 чорний пішак · e4 білий пішак · c3 чорний пішак · d3 білий пішак · c2 білий пішак · f1 білий король · h1 біла тура | e8 чорний слон · g7 чорний король · a6 чорний кінь · f6 чорний пішак · e5 чорний пішак · f5 білий пішак · d4 чорний пішак · e4 білий пішак · c3 чорний пішак · d3 білий пішак · c2 білий пішак · f1 білий король · h1 біла тура | e8 чорний слон · g7 чорний король · a6 чорний кінь · f6 чорний пішак · e5 чорний пішак · f5 білий пішак · d4 чорний пішак · e4 білий пішак · c3 чорний пішак · d3 білий пішак · c2 білий пішак · f1 білий король · h1 біла тура | e8 чорний слон · g7 чорний король · a6 чорний кінь · f6 чорний пішак · e5 чорний пішак · f5 білий пішак · d4 чорний пішак · e4 білий пішак · c3 чорний пішак · d3 білий пішак · c2 білий пішак · f1 білий король · h1 біла тура | e8 чорний слон · g7 чорний король · a6 чорний кінь · f6 чорний пішак · e5 чорний пішак · f5 білий пішак · d4 чорний пішак · e4 білий пішак · c3 чорний пішак · d3 білий пішак · c2 білий пішак · f1 білий король · h1 біла тура | 7 |
| 6 | e8 чорний слон · g7 чорний король · a6 чорний кінь · f6 чорний пішак · e5 чорний пішак · f5 білий пішак · d4 чорний пішак · e4 білий пішак · c3 чорний пішак · d3 білий пішак · c2 білий пішак · f1 білий король · h1 біла тура | e8 чорний слон · g7 чорний король · a6 чорний кінь · f6 чорний пішак · e5 чорний пішак · f5 білий пішак · d4 чорний пішак · e4 білий пішак · c3 чорний пішак · d3 білий пішак · c2 білий пішак · f1 білий король · h1 біла тура | e8 чорний слон · g7 чорний король · a6 чорний кінь · f6 чорний пішак · e5 чорний пішак · f5 білий пішак · d4 чорний пішак · e4 білий пішак · c3 чорний пішак · d3 білий пішак · c2 білий пішак · f1 білий король · h1 біла тура | e8 чорний слон · g7 чорний король · a6 чорний кінь · f6 чорний пішак · e5 чорний пішак · f5 білий пішак · d4 чорний пішак · e4 білий пішак · c3 чорний пішак · d3 білий пішак · c2 білий пішак · f1 білий король · h1 біла тура | e8 чорний слон · g7 чорний король · a6 чорний кінь · f6 чорний пішак · e5 чорний пішак · f5 білий пішак · d4 чорний пішак · e4 білий пішак · c3 чорний пішак · d3 білий пішак · c2 білий пішак · f1 білий король · h1 біла тура | e8 чорний слон · g7 чорний король · a6 чорний кінь · f6 чорний пішак · e5 чорний пішак · f5 білий пішак · d4 чорний пішак · e4 білий пішак · c3 чорний пішак · d3 білий пішак · c2 білий пішак · f1 білий король · h1 біла тура | e8 чорний слон · g7 чорний король · a6 чорний кінь · f6 чорний пішак · e5 чорний пішак · f5 білий пішак · d4 чорний пішак · e4 білий пішак · c3 чорний пішак · d3 білий пішак · c2 білий пішак · f1 білий король · h1 біла тура | e8 чорний слон · g7 чорний король · a6 чорний кінь · f6 чорний пішак · e5 чорний пішак · f5 білий пішак · d4 чорний пішак · e4 білий пішак · c3 чорний пішак · d3 білий пішак · c2 білий пішак · f1 білий король · h1 біла тура | 6 |
| 5 | e8 чорний слон · g7 чорний король · a6 чорний кінь · f6 чорний пішак · e5 чорний пішак · f5 білий пішак · d4 чорний пішак · e4 білий пішак · c3 чорний пішак · d3 білий пішак · c2 білий пішак · f1 білий король · h1 біла тура | e8 чорний слон · g7 чорний король · a6 чорний кінь · f6 чорний пішак · e5 чорний пішак · f5 білий пішак · d4 чорний пішак · e4 білий пішак · c3 чорний пішак · d3 білий пішак · c2 білий пішак · f1 білий король · h1 біла тура | e8 чорний слон · g7 чорний король · a6 чорний кінь · f6 чорний пішак · e5 чорний пішак · f5 білий пішак · d4 чорний пішак · e4 білий пішак · c3 чорний пішак · d3 білий пішак · c2 білий пішак · f1 білий король · h1 біла тура | e8 чорний слон · g7 чорний король · a6 чорний кінь · f6 чорний пішак · e5 чорний пішак · f5 білий пішак · d4 чорний пішак · e4 білий пішак · c3 чорний пішак · d3 білий пішак · c2 білий пішак · f1 білий король · h1 біла тура | e8 чорний слон · g7 чорний король · a6 чорний кінь · f6 чорний пішак · e5 чорний пішак · f5 білий пішак · d4 чорний пішак · e4 білий пішак · c3 чорний пішак · d3 білий пішак · c2 білий пішак · f1 білий король · h1 біла тура | e8 чорний слон · g7 чорний король · a6 чорний кінь · f6 чорний пішак · e5 чорний пішак · f5 білий пішак · d4 чорний пішак · e4 білий пішак · c3 чорний пішак · d3 білий пішак · c2 білий пішак · f1 білий король · h1 біла тура | e8 чорний слон · g7 чорний король · a6 чорний кінь · f6 чорний пішак · e5 чорний пішак · f5 білий пішак · d4 чорний пішак · e4 білий пішак · c3 чорний пішак · d3 білий пішак · c2 білий пішак · f1 білий король · h1 біла тура | e8 чорний слон · g7 чорний король · a6 чорний кінь · f6 чорний пішак · e5 чорний пішак · f5 білий пішак · d4 чорний пішак · e4 білий пішак · c3 чорний пішак · d3 білий пішак · c2 білий пішак · f1 білий король · h1 біла тура | 5 |
| 4 | e8 чорний слон · g7 чорний король · a6 чорний кінь · f6 чорний пішак · e5 чорний пішак · f5 білий пішак · d4 чорний пішак · e4 білий пішак · c3 чорний пішак · d3 білий пішак · c2 білий пішак · f1 білий король · h1 біла тура | e8 чорний слон · g7 чорний король · a6 чорний кінь · f6 чорний пішак · e5 чорний пішак · f5 білий пішак · d4 чорний пішак · e4 білий пішак · c3 чорний пішак · d3 білий пішак · c2 білий пішак · f1 білий король · h1 біла тура | e8 чорний слон · g7 чорний король · a6 чорний кінь · f6 чорний пішак · e5 чорний пішак · f5 білий пішак · d4 чорний пішак · e4 білий пішак · c3 чорний пішак · d3 білий пішак · c2 білий пішак · f1 білий король · h1 біла тура | e8 чорний слон · g7 чорний король · a6 чорний кінь · f6 чорний пішак · e5 чорний пішак · f5 білий пішак · d4 чорний пішак · e4 білий пішак · c3 чорний пішак · d3 білий пішак · c2 білий пішак · f1 білий король · h1 біла тура | e8 чорний слон · g7 чорний король · a6 чорний кінь · f6 чорний пішак · e5 чорний пішак · f5 білий пішак · d4 чорний пішак · e4 білий пішак · c3 чорний пішак · d3 білий пішак · c2 білий пішак · f1 білий король · h1 біла тура | e8 чорний слон · g7 чорний король · a6 чорний кінь · f6 чорний пішак · e5 чорний пішак · f5 білий пішак · d4 чорний пішак · e4 білий пішак · c3 чорний пішак · d3 білий пішак · c2 білий пішак · f1 білий король · h1 біла тура | e8 чорний слон · g7 чорний король · a6 чорний кінь · f6 чорний пішак · e5 чорний пішак · f5 білий пішак · d4 чорний пішак · e4 білий пішак · c3 чорний пішак · d3 білий пішак · c2 білий пішак · f1 білий король · h1 біла тура | e8 чорний слон · g7 чорний король · a6 чорний кінь · f6 чорний пішак · e5 чорний пішак · f5 білий пішак · d4 чорний пішак · e4 білий пішак · c3 чорний пішак · d3 білий пішак · c2 білий пішак · f1 білий король · h1 біла тура | 4 |
| 3 | e8 чорний слон · g7 чорний король · a6 чорний кінь · f6 чорний пішак · e5 чорний пішак · f5 білий пішак · d4 чорний пішак · e4 білий пішак · c3 чорний пішак · d3 білий пішак · c2 білий пішак · f1 білий король · h1 біла тура | e8 чорний слон · g7 чорний король · a6 чорний кінь · f6 чорний пішак · e5 чорний пішак · f5 білий пішак · d4 чорний пішак · e4 білий пішак · c3 чорний пішак · d3 білий пішак · c2 білий пішак · f1 білий король · h1 біла тура | e8 чорний слон · g7 чорний король · a6 чорний кінь · f6 чорний пішак · e5 чорний пішак · f5 білий пішак · d4 чорний пішак · e4 білий пішак · c3 чорний пішак · d3 білий пішак · c2 білий пішак · f1 білий король · h1 біла тура | e8 чорний слон · g7 чорний король · a6 чорний кінь · f6 чорний пішак · e5 чорний пішак · f5 білий пішак · d4 чорний пішак · e4 білий пішак · c3 чорний пішак · d3 білий пішак · c2 білий пішак · f1 білий король · h1 біла тура | e8 чорний слон · g7 чорний король · a6 чорний кінь · f6 чорний пішак · e5 чорний пішак · f5 білий пішак · d4 чорний пішак · e4 білий пішак · c3 чорний пішак · d3 білий пішак · c2 білий пішак · f1 білий король · h1 біла тура | e8 чорний слон · g7 чорний король · a6 чорний кінь · f6 чорний пішак · e5 чорний пішак · f5 білий пішак · d4 чорний пішак · e4 білий пішак · c3 чорний пішак · d3 білий пішак · c2 білий пішак · f1 білий король · h1 біла тура | e8 чорний слон · g7 чорний король · a6 чорний кінь · f6 чорний пішак · e5 чорний пішак · f5 білий пішак · d4 чорний пішак · e4 білий пішак · c3 чорний пішак · d3 білий пішак · c2 білий пішак · f1 білий король · h1 біла тура | e8 чорний слон · g7 чорний король · a6 чорний кінь · f6 чорний пішак · e5 чорний пішак · f5 білий пішак · d4 чорний пішак · e4 білий пішак · c3 чорний пішак · d3 білий пішак · c2 білий пішак · f1 білий король · h1 біла тура | 3 |
| 2 | e8 чорний слон · g7 чорний король · a6 чорний кінь · f6 чорний пішак · e5 чорний пішак · f5 білий пішак · d4 чорний пішак · e4 білий пішак · c3 чорний пішак · d3 білий пішак · c2 білий пішак · f1 білий король · h1 біла тура | e8 чорний слон · g7 чорний король · a6 чорний кінь · f6 чорний пішак · e5 чорний пішак · f5 білий пішак · d4 чорний пішак · e4 білий пішак · c3 чорний пішак · d3 білий пішак · c2 білий пішак · f1 білий король · h1 біла тура | e8 чорний слон · g7 чорний король · a6 чорний кінь · f6 чорний пішак · e5 чорний пішак · f5 білий пішак · d4 чорний пішак · e4 білий пішак · c3 чорний пішак · d3 білий пішак · c2 білий пішак · f1 білий король · h1 біла тура | e8 чорний слон · g7 чорний король · a6 чорний кінь · f6 чорний пішак · e5 чорний пішак · f5 білий пішак · d4 чорний пішак · e4 білий пішак · c3 чорний пішак · d3 білий пішак · c2 білий пішак · f1 білий король · h1 біла тура | e8 чорний слон · g7 чорний король · a6 чорний кінь · f6 чорний пішак · e5 чорний пішак · f5 білий пішак · d4 чорний пішак · e4 білий пішак · c3 чорний пішак · d3 білий пішак · c2 білий пішак · f1 білий король · h1 біла тура | e8 чорний слон · g7 чорний король · a6 чорний кінь · f6 чорний пішак · e5 чорний пішак · f5 білий пішак · d4 чорний пішак · e4 білий пішак · c3 чорний пішак · d3 білий пішак · c2 білий пішак · f1 білий король · h1 біла тура | e8 чорний слон · g7 чорний король · a6 чорний кінь · f6 чорний пішак · e5 чорний пішак · f5 білий пішак · d4 чорний пішак · e4 білий пішак · c3 чорний пішак · d3 білий пішак · c2 білий пішак · f1 білий король · h1 біла тура | e8 чорний слон · g7 чорний король · a6 чорний кінь · f6 чорний пішак · e5 чорний пішак · f5 білий пішак · d4 чорний пішак · e4 білий пішак · c3 чорний пішак · d3 білий пішак · c2 білий пішак · f1 білий король · h1 біла тура | 2 |
| 1 | e8 чорний слон · g7 чорний король · a6 чорний кінь · f6 чорний пішак · e5 чорний пішак · f5 білий пішак · d4 чорний пішак · e4 білий пішак · c3 чорний пішак · d3 білий пішак · c2 білий пішак · f1 білий король · h1 біла тура | e8 чорний слон · g7 чорний король · a6 чорний кінь · f6 чорний пішак · e5 чорний пішак · f5 білий пішак · d4 чорний пішак · e4 білий пішак · c3 чорний пішак · d3 білий пішак · c2 білий пішак · f1 білий король · h1 біла тура | e8 чорний слон · g7 чорний король · a6 чорний кінь · f6 чорний пішак · e5 чорний пішак · f5 білий пішак · d4 чорний пішак · e4 білий пішак · c3 чорний пішак · d3 білий пішак · c2 білий пішак · f1 білий король · h1 біла тура | e8 чорний слон · g7 чорний король · a6 чорний кінь · f6 чорний пішак · e5 чорний пішак · f5 білий пішак · d4 чорний пішак · e4 білий пішак · c3 чорний пішак · d3 білий пішак · c2 білий пішак · f1 білий король · h1 біла тура | e8 чорний слон · g7 чорний король · a6 чорний кінь · f6 чорний пішак · e5 чорний пішак · f5 білий пішак · d4 чорний пішак · e4 білий пішак · c3 чорний пішак · d3 білий пішак · c2 білий пішак · f1 білий король · h1 біла тура | e8 чорний слон · g7 чорний король · a6 чорний кінь · f6 чорний пішак · e5 чорний пішак · f5 білий пішак · d4 чорний пішак · e4 білий пішак · c3 чорний пішак · d3 білий пішак · c2 білий пішак · f1 білий король · h1 біла тура | e8 чорний слон · g7 чорний король · a6 чорний кінь · f6 чорний пішак · e5 чорний пішак · f5 білий пішак · d4 чорний пішак · e4 білий пішак · c3 чорний пішак · d3 білий пішак · c2 білий пішак · f1 білий король · h1 біла тура | e8 чорний слон · g7 чорний король · a6 чорний кінь · f6 чорний пішак · e5 чорний пішак · f5 білий пішак · d4 чорний пішак · e4 білий пішак · c3 чорний пішак · d3 білий пішак · c2 білий пішак · f1 білий король · h1 біла тура | 1 |
|   | a | b | c | d | e | f | g | h |   |

 
У позиції на діаграмі було 1 ... Сa4 2.Лh2 Кb4, і білі здалися,
так як з програшем пішаки с2 (основа) руйнується весь пішаковий ланцюг.
|   | a | b | c | d | e | f | g | h |   |
| 8 | c8 чорний слон · b7 чорна тура · c6 чорний король · d6 білий слон · e6 чорний пішак · g6 чорний пішак · a5 чорний пішак · d5 чорний пішак · e5 білий пішак · g5 білий пішак · c4 чорний пішак · d4 білий пішак · b3 чорний пішак · c3 білий пішак · g3 білий король · b2 біла тура · f2 білий пішак | c8 чорний слон · b7 чорна тура · c6 чорний король · d6 білий слон · e6 чорний пішак · g6 чорний пішак · a5 чорний пішак · d5 чорний пішак · e5 білий пішак · g5 білий пішак · c4 чорний пішак · d4 білий пішак · b3 чорний пішак · c3 білий пішак · g3 білий король · b2 біла тура · f2 білий пішак | c8 чорний слон · b7 чорна тура · c6 чорний король · d6 білий слон · e6 чорний пішак · g6 чорний пішак · a5 чорний пішак · d5 чорний пішак · e5 білий пішак · g5 білий пішак · c4 чорний пішак · d4 білий пішак · b3 чорний пішак · c3 білий пішак · g3 білий король · b2 біла тура · f2 білий пішак | c8 чорний слон · b7 чорна тура · c6 чорний король · d6 білий слон · e6 чорний пішак · g6 чорний пішак · a5 чорний пішак · d5 чорний пішак · e5 білий пішак · g5 білий пішак · c4 чорний пішак · d4 білий пішак · b3 чорний пішак · c3 білий пішак · g3 білий король · b2 біла тура · f2 білий пішак | c8 чорний слон · b7 чорна тура · c6 чорний король · d6 білий слон · e6 чорний пішак · g6 чорний пішак · a5 чорний пішак · d5 чорний пішак · e5 білий пішак · g5 білий пішак · c4 чорний пішак · d4 білий пішак · b3 чорний пішак · c3 білий пішак · g3 білий король · b2 біла тура · f2 білий пішак | c8 чорний слон · b7 чорна тура · c6 чорний король · d6 білий слон · e6 чорний пішак · g6 чорний пішак · a5 чорний пішак · d5 чорний пішак · e5 білий пішак · g5 білий пішак · c4 чорний пішак · d4 білий пішак · b3 чорний пішак · c3 білий пішак · g3 білий король · b2 біла тура · f2 білий пішак | c8 чорний слон · b7 чорна тура · c6 чорний король · d6 білий слон · e6 чорний пішак · g6 чорний пішак · a5 чорний пішак · d5 чорний пішак · e5 білий пішак · g5 білий пішак · c4 чорний пішак · d4 білий пішак · b3 чорний пішак · c3 білий пішак · g3 білий король · b2 біла тура · f2 білий пішак | c8 чорний слон · b7 чорна тура · c6 чорний король · d6 білий слон · e6 чорний пішак · g6 чорний пішак · a5 чорний пішак · d5 чорний пішак · e5 білий пішак · g5 білий пішак · c4 чорний пішак · d4 білий пішак · b3 чорний пішак · c3 білий пішак · g3 білий король · b2 біла тура · f2 білий пішак | 8 |
| 7 | c8 чорний слон · b7 чорна тура · c6 чорний король · d6 білий слон · e6 чорний пішак · g6 чорний пішак · a5 чорний пішак · d5 чорний пішак · e5 білий пішак · g5 білий пішак · c4 чорний пішак · d4 білий пішак · b3 чорний пішак · c3 білий пішак · g3 білий король · b2 біла тура · f2 білий пішак | c8 чорний слон · b7 чорна тура · c6 чорний король · d6 білий слон · e6 чорний пішак · g6 чорний пішак · a5 чорний пішак · d5 чорний пішак · e5 білий пішак · g5 білий пішак · c4 чорний пішак · d4 білий пішак · b3 чорний пішак · c3 білий пішак · g3 білий король · b2 біла тура · f2 білий пішак | c8 чорний слон · b7 чорна тура · c6 чорний король · d6 білий слон · e6 чорний пішак · g6 чорний пішак · a5 чорний пішак · d5 чорний пішак · e5 білий пішак · g5 білий пішак · c4 чорний пішак · d4 білий пішак · b3 чорний пішак · c3 білий пішак · g3 білий король · b2 біла тура · f2 білий пішак | c8 чорний слон · b7 чорна тура · c6 чорний король · d6 білий слон · e6 чорний пішак · g6 чорний пішак · a5 чорний пішак · d5 чорний пішак · e5 білий пішак · g5 білий пішак · c4 чорний пішак · d4 білий пішак · b3 чорний пішак · c3 білий пішак · g3 білий король · b2 біла тура · f2 білий пішак | c8 чорний слон · b7 чорна тура · c6 чорний король · d6 білий слон · e6 чорний пішак · g6 чорний пішак · a5 чорний пішак · d5 чорний пішак · e5 білий пішак · g5 білий пішак · c4 чорний пішак · d4 білий пішак · b3 чорний пішак · c3 білий пішак · g3 білий король · b2 біла тура · f2 білий пішак | c8 чорний слон · b7 чорна тура · c6 чорний король · d6 білий слон · e6 чорний пішак · g6 чорний пішак · a5 чорний пішак · d5 чорний пішак · e5 білий пішак · g5 білий пішак · c4 чорний пішак · d4 білий пішак · b3 чорний пішак · c3 білий пішак · g3 білий король · b2 біла тура · f2 білий пішак | c8 чорний слон · b7 чорна тура · c6 чорний король · d6 білий слон · e6 чорний пішак · g6 чорний пішак · a5 чорний пішак · d5 чорний пішак · e5 білий пішак · g5 білий пішак · c4 чорний пішак · d4 білий пішак · b3 чорний пішак · c3 білий пішак · g3 білий король · b2 біла тура · f2 білий пішак | c8 чорний слон · b7 чорна тура · c6 чорний король · d6 білий слон · e6 чорний пішак · g6 чорний пішак · a5 чорний пішак · d5 чорний пішак · e5 білий пішак · g5 білий пішак · c4 чорний пішак · d4 білий пішак · b3 чорний пішак · c3 білий пішак · g3 білий король · b2 біла тура · f2 білий пішак | 7 |
| 6 | c8 чорний слон · b7 чорна тура · c6 чорний король · d6 білий слон · e6 чорний пішак · g6 чорний пішак · a5 чорний пішак · d5 чорний пішак · e5 білий пішак · g5 білий пішак · c4 чорний пішак · d4 білий пішак · b3 чорний пішак · c3 білий пішак · g3 білий король · b2 біла тура · f2 білий пішак | c8 чорний слон · b7 чорна тура · c6 чорний король · d6 білий слон · e6 чорний пішак · g6 чорний пішак · a5 чорний пішак · d5 чорний пішак · e5 білий пішак · g5 білий пішак · c4 чорний пішак · d4 білий пішак · b3 чорний пішак · c3 білий пішак · g3 білий король · b2 біла тура · f2 білий пішак | c8 чорний слон · b7 чорна тура · c6 чорний король · d6 білий слон · e6 чорний пішак · g6 чорний пішак · a5 чорний пішак · d5 чорний пішак · e5 білий пішак · g5 білий пішак · c4 чорний пішак · d4 білий пішак · b3 чорний пішак · c3 білий пішак · g3 білий король · b2 біла тура · f2 білий пішак | c8 чорний слон · b7 чорна тура · c6 чорний король · d6 білий слон · e6 чорний пішак · g6 чорний пішак · a5 чорний пішак · d5 чорний пішак · e5 білий пішак · g5 білий пішак · c4 чорний пішак · d4 білий пішак · b3 чорний пішак · c3 білий пішак · g3 білий король · b2 біла тура · f2 білий пішак | c8 чорний слон · b7 чорна тура · c6 чорний король · d6 білий слон · e6 чорний пішак · g6 чорний пішак · a5 чорний пішак · d5 чорний пішак · e5 білий пішак · g5 білий пішак · c4 чорний пішак · d4 білий пішак · b3 чорний пішак · c3 білий пішак · g3 білий король · b2 біла тура · f2 білий пішак | c8 чорний слон · b7 чорна тура · c6 чорний король · d6 білий слон · e6 чорний пішак · g6 чорний пішак · a5 чорний пішак · d5 чорний пішак · e5 білий пішак · g5 білий пішак · c4 чорний пішак · d4 білий пішак · b3 чорний пішак · c3 білий пішак · g3 білий король · b2 біла тура · f2 білий пішак | c8 чорний слон · b7 чорна тура · c6 чорний король · d6 білий слон · e6 чорний пішак · g6 чорний пішак · a5 чорний пішак · d5 чорний пішак · e5 білий пішак · g5 білий пішак · c4 чорний пішак · d4 білий пішак · b3 чорний пішак · c3 білий пішак · g3 білий король · b2 біла тура · f2 білий пішак | c8 чорний слон · b7 чорна тура · c6 чорний король · d6 білий слон · e6 чорний пішак · g6 чорний пішак · a5 чорний пішак · d5 чорний пішак · e5 білий пішак · g5 білий пішак · c4 чорний пішак · d4 білий пішак · b3 чорний пішак · c3 білий пішак · g3 білий король · b2 біла тура · f2 білий пішак | 6 |
| 5 | c8 чорний слон · b7 чорна тура · c6 чорний король · d6 білий слон · e6 чорний пішак · g6 чорний пішак · a5 чорний пішак · d5 чорний пішак · e5 білий пішак · g5 білий пішак · c4 чорний пішак · d4 білий пішак · b3 чорний пішак · c3 білий пішак · g3 білий король · b2 біла тура · f2 білий пішак | c8 чорний слон · b7 чорна тура · c6 чорний король · d6 білий слон · e6 чорний пішак · g6 чорний пішак · a5 чорний пішак · d5 чорний пішак · e5 білий пішак · g5 білий пішак · c4 чорний пішак · d4 білий пішак · b3 чорний пішак · c3 білий пішак · g3 білий король · b2 біла тура · f2 білий пішак | c8 чорний слон · b7 чорна тура · c6 чорний король · d6 білий слон · e6 чорний пішак · g6 чорний пішак · a5 чорний пішак · d5 чорний пішак · e5 білий пішак · g5 білий пішак · c4 чорний пішак · d4 білий пішак · b3 чорний пішак · c3 білий пішак · g3 білий король · b2 біла тура · f2 білий пішак | c8 чорний слон · b7 чорна тура · c6 чорний король · d6 білий слон · e6 чорний пішак · g6 чорний пішак · a5 чорний пішак · d5 чорний пішак · e5 білий пішак · g5 білий пішак · c4 чорний пішак · d4 білий пішак · b3 чорний пішак · c3 білий пішак · g3 білий король · b2 біла тура · f2 білий пішак | c8 чорний слон · b7 чорна тура · c6 чорний король · d6 білий слон · e6 чорний пішак · g6 чорний пішак · a5 чорний пішак · d5 чорний пішак · e5 білий пішак · g5 білий пішак · c4 чорний пішак · d4 білий пішак · b3 чорний пішак · c3 білий пішак · g3 білий король · b2 біла тура · f2 білий пішак | c8 чорний слон · b7 чорна тура · c6 чорний король · d6 білий слон · e6 чорний пішак · g6 чорний пішак · a5 чорний пішак · d5 чорний пішак · e5 білий пішак · g5 білий пішак · c4 чорний пішак · d4 білий пішак · b3 чорний пішак · c3 білий пішак · g3 білий король · b2 біла тура · f2 білий пішак | c8 чорний слон · b7 чорна тура · c6 чорний король · d6 білий слон · e6 чорний пішак · g6 чорний пішак · a5 чорний пішак · d5 чорний пішак · e5 білий пішак · g5 білий пішак · c4 чорний пішак · d4 білий пішак · b3 чорний пішак · c3 білий пішак · g3 білий король · b2 біла тура · f2 білий пішак | c8 чорний слон · b7 чорна тура · c6 чорний король · d6 білий слон · e6 чорний пішак · g6 чорний пішак · a5 чорний пішак · d5 чорний пішак · e5 білий пішак · g5 білий пішак · c4 чорний пішак · d4 білий пішак · b3 чорний пішак · c3 білий пішак · g3 білий король · b2 біла тура · f2 білий пішак | 5 |
| 4 | c8 чорний слон · b7 чорна тура · c6 чорний король · d6 білий слон · e6 чорний пішак · g6 чорний пішак · a5 чорний пішак · d5 чорний пішак · e5 білий пішак · g5 білий пішак · c4 чорний пішак · d4 білий пішак · b3 чорний пішак · c3 білий пішак · g3 білий король · b2 біла тура · f2 білий пішак | c8 чорний слон · b7 чорна тура · c6 чорний король · d6 білий слон · e6 чорний пішак · g6 чорний пішак · a5 чорний пішак · d5 чорний пішак · e5 білий пішак · g5 білий пішак · c4 чорний пішак · d4 білий пішак · b3 чорний пішак · c3 білий пішак · g3 білий король · b2 біла тура · f2 білий пішак | c8 чорний слон · b7 чорна тура · c6 чорний король · d6 білий слон · e6 чорний пішак · g6 чорний пішак · a5 чорний пішак · d5 чорний пішак · e5 білий пішак · g5 білий пішак · c4 чорний пішак · d4 білий пішак · b3 чорний пішак · c3 білий пішак · g3 білий король · b2 біла тура · f2 білий пішак | c8 чорний слон · b7 чорна тура · c6 чорний король · d6 білий слон · e6 чорний пішак · g6 чорний пішак · a5 чорний пішак · d5 чорний пішак · e5 білий пішак · g5 білий пішак · c4 чорний пішак · d4 білий пішак · b3 чорний пішак · c3 білий пішак · g3 білий король · b2 біла тура · f2 білий пішак | c8 чорний слон · b7 чорна тура · c6 чорний король · d6 білий слон · e6 чорний пішак · g6 чорний пішак · a5 чорний пішак · d5 чорний пішак · e5 білий пішак · g5 білий пішак · c4 чорний пішак · d4 білий пішак · b3 чорний пішак · c3 білий пішак · g3 білий король · b2 біла тура · f2 білий пішак | c8 чорний слон · b7 чорна тура · c6 чорний король · d6 білий слон · e6 чорний пішак · g6 чорний пішак · a5 чорний пішак · d5 чорний пішак · e5 білий пішак · g5 білий пішак · c4 чорний пішак · d4 білий пішак · b3 чорний пішак · c3 білий пішак · g3 білий король · b2 біла тура · f2 білий пішак | c8 чорний слон · b7 чорна тура · c6 чорний король · d6 білий слон · e6 чорний пішак · g6 чорний пішак · a5 чорний пішак · d5 чорний пішак · e5 білий пішак · g5 білий пішак · c4 чорний пішак · d4 білий пішак · b3 чорний пішак · c3 білий пішак · g3 білий король · b2 біла тура · f2 білий пішак | c8 чорний слон · b7 чорна тура · c6 чорний король · d6 білий слон · e6 чорний пішак · g6 чорний пішак · a5 чорний пішак · d5 чорний пішак · e5 білий пішак · g5 білий пішак · c4 чорний пішак · d4 білий пішак · b3 чорний пішак · c3 білий пішак · g3 білий король · b2 біла тура · f2 білий пішак | 4 |
| 3 | c8 чорний слон · b7 чорна тура · c6 чорний король · d6 білий слон · e6 чорний пішак · g6 чорний пішак · a5 чорний пішак · d5 чорний пішак · e5 білий пішак · g5 білий пішак · c4 чорний пішак · d4 білий пішак · b3 чорний пішак · c3 білий пішак · g3 білий король · b2 біла тура · f2 білий пішак | c8 чорний слон · b7 чорна тура · c6 чорний король · d6 білий слон · e6 чорний пішак · g6 чорний пішак · a5 чорний пішак · d5 чорний пішак · e5 білий пішак · g5 білий пішак · c4 чорний пішак · d4 білий пішак · b3 чорний пішак · c3 білий пішак · g3 білий король · b2 біла тура · f2 білий пішак | c8 чорний слон · b7 чорна тура · c6 чорний король · d6 білий слон · e6 чорний пішак · g6 чорний пішак · a5 чорний пішак · d5 чорний пішак · e5 білий пішак · g5 білий пішак · c4 чорний пішак · d4 білий пішак · b3 чорний пішак · c3 білий пішак · g3 білий король · b2 біла тура · f2 білий пішак | c8 чорний слон · b7 чорна тура · c6 чорний король · d6 білий слон · e6 чорний пішак · g6 чорний пішак · a5 чорний пішак · d5 чорний пішак · e5 білий пішак · g5 білий пішак · c4 чорний пішак · d4 білий пішак · b3 чорний пішак · c3 білий пішак · g3 білий король · b2 біла тура · f2 білий пішак | c8 чорний слон · b7 чорна тура · c6 чорний король · d6 білий слон · e6 чорний пішак · g6 чорний пішак · a5 чорний пішак · d5 чорний пішак · e5 білий пішак · g5 білий пішак · c4 чорний пішак · d4 білий пішак · b3 чорний пішак · c3 білий пішак · g3 білий король · b2 біла тура · f2 білий пішак | c8 чорний слон · b7 чорна тура · c6 чорний король · d6 білий слон · e6 чорний пішак · g6 чорний пішак · a5 чорний пішак · d5 чорний пішак · e5 білий пішак · g5 білий пішак · c4 чорний пішак · d4 білий пішак · b3 чорний пішак · c3 білий пішак · g3 білий король · b2 біла тура · f2 білий пішак | c8 чорний слон · b7 чорна тура · c6 чорний король · d6 білий слон · e6 чорний пішак · g6 чорний пішак · a5 чорний пішак · d5 чорний пішак · e5 білий пішак · g5 білий пішак · c4 чорний пішак · d4 білий пішак · b3 чорний пішак · c3 білий пішак · g3 білий король · b2 біла тура · f2 білий пішак | c8 чорний слон · b7 чорна тура · c6 чорний король · d6 білий слон · e6 чорний пішак · g6 чорний пішак · a5 чорний пішак · d5 чорний пішак · e5 білий пішак · g5 білий пішак · c4 чорний пішак · d4 білий пішак · b3 чорний пішак · c3 білий пішак · g3 білий король · b2 біла тура · f2 білий пішак | 3 |
| 2 | c8 чорний слон · b7 чорна тура · c6 чорний король · d6 білий слон · e6 чорний пішак · g6 чорний пішак · a5 чорний пішак · d5 чорний пішак · e5 білий пішак · g5 білий пішак · c4 чорний пішак · d4 білий пішак · b3 чорний пішак · c3 білий пішак · g3 білий король · b2 біла тура · f2 білий пішак | c8 чорний слон · b7 чорна тура · c6 чорний король · d6 білий слон · e6 чорний пішак · g6 чорний пішак · a5 чорний пішак · d5 чорний пішак · e5 білий пішак · g5 білий пішак · c4 чорний пішак · d4 білий пішак · b3 чорний пішак · c3 білий пішак · g3 білий король · b2 біла тура · f2 білий пішак | c8 чорний слон · b7 чорна тура · c6 чорний король · d6 білий слон · e6 чорний пішак · g6 чорний пішак · a5 чорний пішак · d5 чорний пішак · e5 білий пішак · g5 білий пішак · c4 чорний пішак · d4 білий пішак · b3 чорний пішак · c3 білий пішак · g3 білий король · b2 біла тура · f2 білий пішак | c8 чорний слон · b7 чорна тура · c6 чорний король · d6 білий слон · e6 чорний пішак · g6 чорний пішак · a5 чорний пішак · d5 чорний пішак · e5 білий пішак · g5 білий пішак · c4 чорний пішак · d4 білий пішак · b3 чорний пішак · c3 білий пішак · g3 білий король · b2 біла тура · f2 білий пішак | c8 чорний слон · b7 чорна тура · c6 чорний король · d6 білий слон · e6 чорний пішак · g6 чорний пішак · a5 чорний пішак · d5 чорний пішак · e5 білий пішак · g5 білий пішак · c4 чорний пішак · d4 білий пішак · b3 чорний пішак · c3 білий пішак · g3 білий король · b2 біла тура · f2 білий пішак | c8 чорний слон · b7 чорна тура · c6 чорний король · d6 білий слон · e6 чорний пішак · g6 чорний пішак · a5 чорний пішак · d5 чорний пішак · e5 білий пішак · g5 білий пішак · c4 чорний пішак · d4 білий пішак · b3 чорний пішак · c3 білий пішак · g3 білий король · b2 біла тура · f2 білий пішак | c8 чорний слон · b7 чорна тура · c6 чорний король · d6 білий слон · e6 чорний пішак · g6 чорний пішак · a5 чорний пішак · d5 чорний пішак · e5 білий пішак · g5 білий пішак · c4 чорний пішак · d4 білий пішак · b3 чорний пішак · c3 білий пішак · g3 білий король · b2 біла тура · f2 білий пішак | c8 чорний слон · b7 чорна тура · c6 чорний король · d6 білий слон · e6 чорний пішак · g6 чорний пішак · a5 чорний пішак · d5 чорний пішак · e5 білий пішак · g5 білий пішак · c4 чорний пішак · d4 білий пішак · b3 чорний пішак · c3 білий пішак · g3 білий король · b2 біла тура · f2 білий пішак | 2 |
| 1 | c8 чорний слон · b7 чорна тура · c6 чорний король · d6 білий слон · e6 чорний пішак · g6 чорний пішак · a5 чорний пішак · d5 чорний пішак · e5 білий пішак · g5 білий пішак · c4 чорний пішак · d4 білий пішак · b3 чорний пішак · c3 білий пішак · g3 білий король · b2 біла тура · f2 білий пішак | c8 чорний слон · b7 чорна тура · c6 чорний король · d6 білий слон · e6 чорний пішак · g6 чорний пішак · a5 чорний пішак · d5 чорний пішак · e5 білий пішак · g5 білий пішак · c4 чорний пішак · d4 білий пішак · b3 чорний пішак · c3 білий пішак · g3 білий король · b2 біла тура · f2 білий пішак | c8 чорний слон · b7 чорна тура · c6 чорний король · d6 білий слон · e6 чорний пішак · g6 чорний пішак · a5 чорний пішак · d5 чорний пішак · e5 білий пішак · g5 білий пішак · c4 чорний пішак · d4 білий пішак · b3 чорний пішак · c3 білий пішак · g3 білий король · b2 біла тура · f2 білий пішак | c8 чорний слон · b7 чорна тура · c6 чорний король · d6 білий слон · e6 чорний пішак · g6 чорний пішак · a5 чорний пішак · d5 чорний пішак · e5 білий пішак · g5 білий пішак · c4 чорний пішак · d4 білий пішак · b3 чорний пішак · c3 білий пішак · g3 білий король · b2 біла тура · f2 білий пішак | c8 чорний слон · b7 чорна тура · c6 чорний король · d6 білий слон · e6 чорний пішак · g6 чорний пішак · a5 чорний пішак · d5 чорний пішак · e5 білий пішак · g5 білий пішак · c4 чорний пішак · d4 білий пішак · b3 чорний пішак · c3 білий пішак · g3 білий король · b2 біла тура · f2 білий пішак | c8 чорний слон · b7 чорна тура · c6 чорний король · d6 білий слон · e6 чорний пішак · g6 чорний пішак · a5 чорний пішак · d5 чорний пішак · e5 білий пішак · g5 білий пішак · c4 чорний пішак · d4 білий пішак · b3 чорний пішак · c3 білий пішак · g3 білий король · b2 біла тура · f2 білий пішак | c8 чорний слон · b7 чорна тура · c6 чорний король · d6 білий слон · e6 чорний пішак · g6 чорний пішак · a5 чорний пішак · d5 чорний пішак · e5 білий пішак · g5 білий пішак · c4 чорний пішак · d4 білий пішак · b3 чорний пішак · c3 білий пішак · g3 білий король · b2 біла тура · f2 білий пішак | c8 чорний слон · b7 чорна тура · c6 чорний король · d6 білий слон · e6 чорний пішак · g6 чорний пішак · a5 чорний пішак · d5 чорний пішак · e5 білий пішак · g5 білий пішак · c4 чорний пішак · d4 білий пішак · b3 чорний пішак · c3 білий пішак · g3 білий король · b2 біла тура · f2 білий пішак | 1 |
|   | a | b | c | d | e | f | g | h |   |

Рухомий пішаковий ланцюг - ефективний засіб атаки. Для її створення нерідко здійснюється позиційна жертва фігури. Показова партія  X. Кмох — А. Німцович (Ніндорф, 1927): 50. … Лb4 (виграш) 51.cb (змушено, інакше  51. … Ла4 і так далі) а4 52.b5+ Кр: b5 53.Са3 с3 54.Лb1 Крс4. Оскільки слон а3 і тура b1 скуті загрозою b3 - b2 і Крb3, чорні можуть забрати пішака d4.  55.f4 Крxd4 56.Kpf2 Kpc4 57.Kpe1 d4, 0-1 — пішакова лавина чорних нестримна.